# CRIME
CRIME (англ. Compression Ratio Info-leak Made Easy — коефіцієнт стиснення — простий витік інформації) — експлоїт спрямований на викрадення секретної інформації з файлів cookies з використанням протоклів HTTPS та SPDY та стиснення даних. Дозволяє зловмиснику викрасти аутентифіковану вебсесію використовуючи відновлення змісту секртного аутентифікаційного cookie файлу. Позначенням CRIME є CVE-2012-4929.

## Історія
Тип атаки та відповідний йому експлоїт CRIME був розроблений двома дослідниками інформаційної безпеки Juliano Rizzo та Thai Duong та презентований ними у 2012 році. У попередньому році вони ж представили експлоїт BEAST, націлений на ураження протоколів безпечної передачі даних SSL та TLS.
Після оголошення детальної інформації про новий тип вразливості та відповідну їй потенціальну атаку, було проведено дослідження, в результаті котрого було з'ясовано, що більш ніж 42 % серверів в глобальній мережі підтримують функцію стиснення TLS, однак потенційно вразливими можна було назвати лише 0.8-2 % серверів в результаті відповідності одразу декільком вимогам для реалізації уразливості.

## Опис
Сутність атаки з використанням CRIME полягає у розшифруванні файлів cookie, що мають відношення до https-сесії. Основними факторами застосовності атаки є SSL, стиснення даних та SPDY — http-подібний протокол, розроблений Google. Реалізація всіх трьох факторів створює можливість використання експлоїту.
CRIME використовує специфічні особливості стиснення даних, визначаючи довжину стиснутих даних. Базовий механізм роботи алгоритму стиснення полягає у пошуку повторюваних елементів внесення їх до словнику та заміні на посилання в словнику.